# Mongo (Chad)
Mongo (12°11′N 18°42′E / 12.183, 18.700) es una ciudad en Chad, la capital de la región de Guéra. Se halla a 406 km al este de la capital Yamena. La ciudad tenía una población de 20.443 en 1993. 
El 11 de abril de 2006, los rebeldes del Frente Unido por el Cambio Democrático (FUCD) tomaron el centro de la ciudad.